# The Man Who Saved the World
The Man Who Saved the Worldは、2014年公開のドキュメンタリー映画。

## ストーリー
1983年9月26日にソビエト連邦の戦略ロケット軍ミサイル早期警報システムであるOKO早期警戒システムが作動してソビエトへのミサイル攻撃を告げた。その時、当直将校だったスタニスラフ・ペトロフはその警報をシステムの誤作動であると判断して危機を回避した。それらの一部始終と後日談を描くドキュメンタリー作品。

## 出演
- スタニスラフ・ペトロフ
- ケビン・コスナー
- Sergey Shnyryov
- Nataliya Vdovina
- Matt Damon

## スタッフ
- プロデューサー - Jakob Staberg
- 脚本 - Peter Anthony
- 監督 - Peter Anthony